# Donald Brun
Donald Brun (* 30. Oktober 1909 in Basel, Schweiz; † 15. August 1999 in Clarens) war ein Schweizer Gebrauchsgrafiker, Designer, Illustrator und Fotograf.  Er war vor allem für seine Plakatgestaltungen bekannt.
Donald Brun machte von 1927 bis 1930 eine Lehre als «Reklamezeichner» bei Ernst Keiser (1894–1960; Gründungsmitglied des Verbandes Schweizer Grafiker) Keiser war damals Lehrer für Kalligrafie an der Fachklasse für Grafik der Allgemeinen Gewerbeschule Basel und gilt als einer der ersten schweizerischen Berufsgraphiker.
Donald Bruns erster Erfolg als Künstler war 1928 ein Plakatwettbewerb der Stadt Basel für ein «Bäderplakat», den er gewann. Brun schuf ab den 1930er Jahren bis in die 1970er Jahre Entwürfe, die Plakatgeschichte schrieben. Seine Arbeiten erweckten internationale Aufmerksamkeit. Im Jahr 1964 wurde er zur documenta III (in die Abteilung Graphik) nach Kassel eingeladen.
Donald Brun war im Jahr 1952 Mitbegründer der Alliance Graphique Internationale, AGI. Seine Plakatentwürfe der späten 1940er und 1950er Jahre zeigen Einflüsse des Bauhauses. Schon früh zeichnen sie sich durch einen feinsinnigen Humor aus. Er arbeitete für Firmen und Marken wie Persil, Gauloises, Bell oder Bata. Er gilt als einer der erfolgreichsten Schweizer Grafiker. 